# Gérard Gnanhouan
Amoukou Gérard Gnanhouan est un footballeur international ivoirien, né le 12 février 1979 à Adzopé (Côte d'Ivoire). Il évolue au poste de gardien de but.

## Biographie
Le 4 juillet 2014, il est nommé entraîneur des gardiens du centre de formation du FC Sochaux-Montbéliard. Il est également adjoint d'Éric Hély en CFA, entraîneur de l'équipe réserve et directeur du centre de formation. En compagnie de Pierre-Alain Frau, il fait notamment partie du staff technique qui accompagne la victoire des U19 lors de la Coupe Gambardella 2015.
Le 28 novembre 2015 face à Chasselay (défaite 0-2), le 9 janvier à Jura Sud (défaite 4-1) puis le 9 avril face à Moulins (victoire 1-0), il enfile de nouveau les gants pour dépanner, effectuant même une apparition sur le banc en Ligue 2 le 4 novembre à Laval (0-0).
Le 8 juin 2017, il est nommé entraîneur des gardiens au sein du staff technique de Peter Zeidler en vue de la saison 2017-2018.
En juin 2021, il est diplômé du certificat d'entraîneur gardien de but pro (CEGB Pro), délivré par la FFF.
En juin 2022, il décide de suivre Omar Daf, parti au Dijon FCO.
Il quitte le club avril 2023 après l'éviction de Daf.
Le 5 juillet 2023, il est de retour au FC Sochaux.

## Palmarès
- Vainqueur du Championnat d'Europe de football des moins de 19 ans 1997.
- Vainqueur de la Coupe de la Ligue en 2004.
- Finaliste de la Coupe d'Afrique des nations en 2006 et en 2012.

## Statistiques
- 35 matchs en Ligue 1
- 21 matchs en Ligue 2
- 5 matchs en Coupe de l'UEFA
- 10 matchs avec la sélection ivoirienne entre 2003 et 2011